# Xaxa
Xaxa é uma vila localizada no Distrito do Noroeste em Botsuana que fica perto da fronteira com a Namíbia. A população estimada em 2011 era de 492 habitantes.